# Парадокс воронов
Парадо́кс во́ронов (англ. Raven paradox), известный также как парадокс Гемпеля (нем. Hempels paradox) или во́роны Гемпеля — парадокс подтверждения, сформулированный немецким математиком Карлом Густавом Гемпелем в 1940-х годах, для иллюстрации того, что индуктивная логика иногда входит в противоречие с интуицией. Наиболее распространённый метод разрешения этого парадокса состоит в применении теоремы Байеса, которая соотносит условную и предельную вероятность стохастических событий.

## Описание

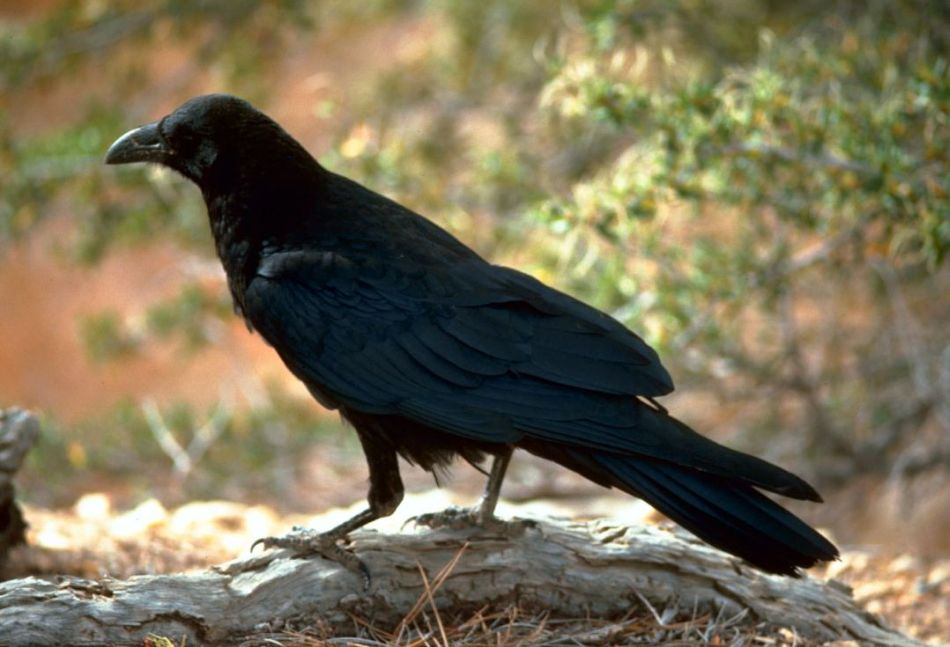
Чёрный ворон

Гемпель описал этот парадокс следующим образом. Предположим, что существует теория, согласно которой все вороны чёрные. Согласно формальной логике, эта теория эквивалентна теории, что все предметы, не являющиеся чёрными, не являются воронами. Если человек увидит много чёрных воронов, то его уверенность в том, что эта теория верна, увеличится. Если же он увидит много красных яблок, то это увеличит его уверенность в том, что все нечёрные предметы не являются воронами, и, согласно вышесказанному, должно также увеличить и его уверенность в том, что все вороны чёрные.
Однако этот вывод противоречит интуитивному восприятию ситуации человеком. Наблюдение красных яблок увеличит уверенность наблюдателя в том, что все нечёрные предметы не являются воронами, но при этом не увеличит его уверенность в том, что все вороны чёрные.

## Принцип индукции
Принцип индукции утверждает, что:

Наблюдение явления Х, которое соответствует теории Т, увеличивает вероятность того, что теория Т истинна.

Индуктивные умозаключения широко используются в науке. Мнение об истинности многих научных законов (таких, как, например, законы движения Ньютона или закон всемирного тяготения) базируется на том, что множество наблюдений подтверждает их истинность, в то время как не существует наблюдений, которые противоречили бы этим законам (в тех условиях, где эти законы должны быть применимы согласно теории).
В парадоксе чёрных воронов проверяемым «законом» является утверждение «Все вороны чёрные». Поскольку это утверждение эквивалентно утверждению «Все предметы, не являющиеся чёрными, не являются воронами», а вероятность истинности последнего должна, в соответствии с принципом индукции, увеличиваться при наблюдении любых нечёрных предметов, не являющихся воронами, то получается, что наблюдение красных яблок должно увеличивать вероятность того, что все вороны чёрные.

## Предлагавшиеся решения

Нечёрные предметы, не являющиеся воронами

Источник парадокса лежит в том факте, что хотя утверждения «Все вороны чёрные» и «Все предметы, не являющиеся чёрными, не являются воронами», несомненно, эквивалентны, действие по нахождению чёрного ворона не имеет ничего общего с действием по нахождению нечёрного предмета, не являющегося вороном. Поэтому в реальной жизни наблюдение красных яблок не влияет на уверенность в истинности утверждения «Все вороны чёрные».
Философы предлагали несколько способов разрешения этого парадокса. Например, американский логик Нельсон Гудман предлагал дополнить индуктивную логику ограничением, согласно которому явление не должно рассматриваться как поддерживающее теорию «Все {\displaystyle P} являются {\displaystyle Q}», если оно также поддерживает теорию «Ни одно из того, что не {\displaystyle Q}, не является {\displaystyle P}».
Другие философы подвергали сомнению эквивалентность двух утверждений применительно к индуктивным умозаключениям. В этой концепции наблюдение красных яблок увеличивает уверенность в том, что все нечёрные предметы не являются воронами, без увеличения уверенности в том, что все вороны чёрные. Однако в классической логике, если наблюдатель знает, что два утверждения либо одновременно верны, либо одновременно ложны, он не может считать одно из них более соответствующим истине, чем другое.
Гудман, а затем и другой философ, Уиллард Куайн, предлагали концепцию так называемых проективных и непроективных предикатов. Утверждения, которые допускают обобщение с помощью индуктивной логики (такие, как «Все вороны чёрные»), они называли проективными предикатами, а утверждения, к которым индуктивная логика неприменима (например, «Все нечёрные предметы не являются воронами») — непроективными. Куайн предлагал определять, какие из предикатов являются проективными, а какие нет, на основе опыта и здравого смысла. Он указывал также, что непроективные предикаты не могут подтверждаться непосредственным наблюдением описываемых в них явлений, но подтверждаются наблюдением явлений, описываемых проективными предикатами, эквивалентными исходным. В этой концепции наблюдение нечёрного яблока не увеличивает вероятность не только того, что все вороны чёрные, но и того, что все нечёрные предметы не являются воронами; вместо этого оба утверждения подтверждаются только наблюдением чёрных воронов.

## Использование теоремы Байеса
Альтернативой использованию принципа индукции является применение теоремы Байеса, которая является одной из фундаментальных теорем в теории вероятностей и математической статистике.
Пусть X — явление, подтверждающее теорию T, и пусть I — наши знания об окружающей обстановке, кроме самого явления X. Пусть {\displaystyle \mathbb {P} (T\mid XI)} — вероятность того, что теория T верна, при условии, что известно, что X и I верны. Тогда
{\displaystyle \mathbb {P} (T\mid XI)={\frac {\mathbb {P} (T\mid I)\cdot \mathbb {P} (X\mid TI)}{\mathbb {P} (X\mid I)}},}
где {\displaystyle \mathbb {P} (T\mid I)} — вероятность того, что теория T верна, при условии, что только об I известно, что оно верно; {\displaystyle \mathbb {P} (X\mid TI)} — вероятность того, что X верно, при условии, что о T и I известно, что они верны; и {\displaystyle \mathbb {P} (X\mid I)} — вероятность того, что X верно, при условии, что только об I известно, что оно верно.
При использовании этой теоремы парадокс не появляется. Если наблюдатель выбирает яблоко случайным образом, то вероятность увидеть красное яблоко (X) не зависит от того, являются ли все вороны чёрными или нет (T). Вторая часть числителя будет равна знаменателю, и вероятность выбрать красное яблоко не изменится {\displaystyle \mathbb {P} (X\mid TI)=\mathbb {P} (X\mid I)}. Наблюдение X и теория T не связаны, и наблюдение красного яблока не увеличит уверенности в том, что все вороны чёрные.
Рассмотрим второй вариант применения теоремы Байеса. Если наблюдатель выбирает случайным образом какой-либо нечёрный предмет, и он оказывается яблоком, то вторая часть числителя будет больше знаменателя лишь на очень малую величину {\displaystyle \mathbb {P} (X\mid TI)=\mathbb {P} (X\mid I)+\varepsilon }. В этом сценарии наблюдение красного яблока увеличит вероятность того, что все вороны чёрные, но очень незначительно. Чем больше нечёрных предметов мы будем наблюдать, не находя среди них воронов, тем больше будет наша уверенность в том, что все вороны чёрные, но темпы возрастания этой уверенности будут столь малы, что не будут ощущаться интуитивно. В предельном же случае, если бы наблюдатель мог увидеть все нечёрные предметы во Вселенной и не найти среди них воронов, то он, очевидно, убедился бы в том, что все вороны чёрные.